# Fuentealbilla

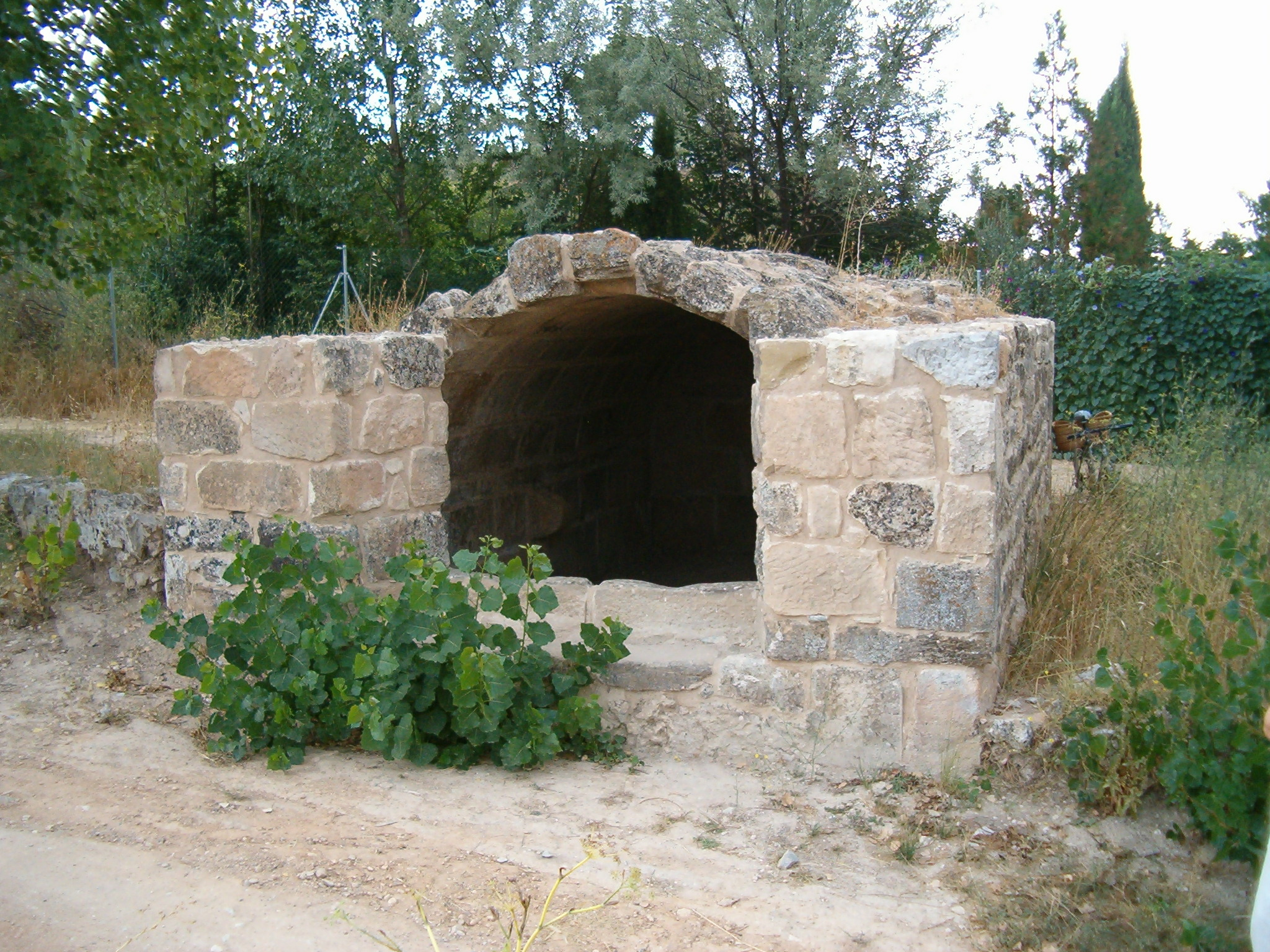
Cisterna romana de Fuentealbilla

Fuentealbilla és un municipi de la província d'Albacete que es troba al nord-est de la província i a 45 km de la capital.
El 2008 tenia 2.036 habitants. Comprèn les pedanies de Bormate i Campoalbillo. Van ser famoses les seves salines, explotades des de l'època romana i que han funcionat fins a la dècada dels anys 90. De l'època romana es conserva una cisterna del segle iii.
És la localitat de naixement d'Andrés Iniesta, jugador del Futbol Club Barcelona.

## Geografia
Municipi situat al nord-est de la província d'Albacete i està envoltat pels termes municipals de Cases Ibáñez, Villamalea, Cenizate, Golosalvo, Mahora, Valdeganga, Jorquera, Abengibre i Alcalá del Xúquer. Ocupa una extensió de 120,97 km² i dista a 44 km d'Albacete.

## Monuments
A la localitat de Fuentealbilla es troba una construcció romana del segle iii, composta per una volta i un arc de mig punt a la qual se li coneix amb el nom de Font Gran o Font de la Mora.
Es pot contemplar una altra font, aquesta del segle xviii, a la Plaça del poble hi ha la que se li coneix amb el nom de la Font del Pilar.
Una altra construcció rellevant és l'església parroquial de Sant Jaume, aixecada al segle xviii amb estil barroc. La planta del temple és de creu llatina i cúpula en el creuer coberta de teula vidriada i perfil llevantí.
Fuentealbilla ha unes importants salines, aquestes van pertànyer al segle xv a la família Verástegui.